# Pelargonium madagascariense
Pelargonium madagascariense är en näveväxtart som beskrevs av John Gilbert Baker. Pelargonium madagascariense ingår i släktet pelargoner, och familjen näveväxter. Inga underarter finns listade i Catalogue of Life.